# John Stuart, I marchese di Bute
John Stuart, I marchese di Bute (Rothesay, 30 giugno 1744 – Ginevra, 16 novembre 1814) è stato un nobile e diplomatico scozzese.

## Biografia
Era il figlio di John Stuart, III conte di Bute, e di sua moglie Mary Wortley-Montagu. Studiò a Winchester e Oxford University. È andato all'Università di Oxford, dove ha avuto lezioni private da James Bladen. Intorno al 1757 Stuart iniziò ad essere istruito dal filosofo Adam Ferguson.

### Carriera politica
Fu un deputato parlamentare Tory per Bossiney (1766-1776). Il 2 novembre 1775 annunciò alla Camera dei Comuni la sua intenzione di presentare un disegno di legge per istituire una milizia in Scozia, e nei mesi successivi James Boswell aiutò a cercare sostegno per il disegno di legge in Scozia. Nel marzo 1776 il disegno di legge fu discusso, ma alla fine non fu approvato. Lasciò la Camera dei Comuni nel 1776 venne elevato al Pari d'Inghilterra nel suo pieno diritto, come barone di Cardiff, dal Castello di Cardiff nella contea di Glamorgan. Sebbene fosse usato anche questo titolo, continuò ad essere conosciuto con il titolo di cortesia di Lord Mount Stuart. Servì come Lord Luogotenente di Glamorgan (1772-1793 e 1794-1814), assunse il comando della Glamorgan Militia come tenente colonnello comandante quando fu incorporata 26 marzo 1778.
Nel 1779 divenne membro del Privy Council e fu inviato come ambasciatore alla corte di Torino e in Spagna nel 1783 . Fu il primo Lord Luogotenente del Buteshire (1794-1814).
Successe al padre nella contea nel 1792. Nel 1794 fu creato visconte Mountjoy, nell'isola di Wight, conte di Windsor e marchese di Bute. Lord Bute fu nominato Fellow della Royal Society il 12 dicembre 1799.

## Matrimoni

### Primo Matrimonio
Il 12 novembre 1766 sposò Charlotte Hickman-Windsor (7 maggio 1746-28 gennaio 1800), figlia di Herbert Hickman-Windsor, II visconte di Windsor. Ebbero sei figli:
- John Stuart, Lord Mount Stuart (25 settembre 1767-22 gennaio 1794);
- Lord Evelyn Stuart (1773-1842);
- Lady Charlotte Stuart (1775-5 settembre 1847), sposò Sir William Homan, I Baronetto, non ebbero figli;
- Lord Henry Stuart (7 giugno 1777-19 agosto 1809), sposò Lady Gertrude Mason-Villiers, ebbero quattro figli;
- Lord William Stuart (18 novembre 1778–28 luglio 1814), sposò Maude Georgiana, ebbero una figlia;
- Lord George Stuart (1 marzo 1780–19 febbraio 1841), sposò Jane Stewart, ebbero tre figli.

### Secondo Matrimonio
Sposò, il 17 settembre 1800, Frances Coutts (?-12 novembre 1832), figlia di Thomas Coutts. Ebbero due figli:
- Lady Frances Stuart (?-29 marzo 1859), sposò Dudley Ryder, II conte di Harrowby, ebbero due figli;
- Lord Dudley Coutts Stuart (11 gennaio 1803-17 novembre 1854), sposò Christine Bonaparte, ebbero un figlio.

## Morte
Morì il 16 novembre 1814, all'età di 70 anni, a Ginevra.

## Ascendenza
|                                                |                             |                                                 | Genitori                                |  |  | Nonni |  |  | Bisnonni                      |  |  | Trisnonni                       |  |
|                                                |                             |                                                 |                                         |  |  |       |  |  | James Stuart, I conte di Bute |  |  | sir Dugald Stuart, II baronetto |  |
|                                                |                             |                                                 |                                         |  |  |       |  |  | James Stuart, I conte di Bute |  |  | sir Dugald Stuart, II baronetto |  |
|                                                |                             | Elizabeth Ruthven                               |                                         |  |  |       |  |  | James Stuart, I conte di Bute |  |  |                                 |  |
| James Stuart, II conte di Bute                 |                             |                                                 |                                         |  |  |       |  |  | James Stuart, I conte di Bute |  |  |                                 |  |
|                                                |                             | Agnes Mackenzie                                 | sir George Mackenzie                    |  |  |       |  |  |                               |  |  |                                 |  |
|                                                |                             | Agnes Mackenzie                                 | sir George Mackenzie                    |  |  |       |  |  |                               |  |  |                                 |  |
|                                                |                             | Agnes Mackenzie                                 | Elizabeth Dickson                       |  |  |       |  |  |                               |  |  |                                 |  |
| John Stuart, III conte di Bute                 |                             | Agnes Mackenzie                                 |                                         |  |  |       |  |  |                               |  |  |                                 |  |
|                                                |                             | Archibald Campbell, I duca di Argyll            | Archibald Campbell, IX conte di Argyll  |  |  |       |  |  |                               |  |  |                                 |  |
|                                                |                             | Archibald Campbell, I duca di Argyll            | Archibald Campbell, IX conte di Argyll  |  |  |       |  |  |                               |  |  |                                 |  |
|                                                |                             | Archibald Campbell, I duca di Argyll            | lady Mary Stewart                       |  |  |       |  |  |                               |  |  |                                 |  |
| lady Anne Campbell                             |                             | Archibald Campbell, I duca di Argyll            |                                         |  |  |       |  |  |                               |  |  |                                 |  |
|                                                |                             | Elizabeth Tollemache                            | sir Lionel Tollemache, III baronetto    |  |  |       |  |  |                               |  |  |                                 |  |
|                                                |                             | Elizabeth Tollemache                            | sir Lionel Tollemache, III baronetto    |  |  |       |  |  |                               |  |  |                                 |  |
|                                                |                             | Elizabeth Tollemache                            | Elizabeth Murray, II contessa di Dysart |  |  |       |  |  |                               |  |  |                                 |  |
| John Stuart, I marchese di Bute                |                             | Elizabeth Tollemache                            |                                         |  |  |       |  |  |                               |  |  |                                 |  |
|                                                | hon. Sidney Wortley-Montagu | Edward Montagu, I conte di Sandwich             |                                         |  |  |       |  |  |                               |  |  |                                 |  |
|                                                | hon. Sidney Wortley-Montagu | Edward Montagu, I conte di Sandwich             |                                         |  |  |       |  |  |                               |  |  |                                 |  |
|                                                | hon. Sidney Wortley-Montagu | Jemima Crew                                     |                                         |  |  |       |  |  |                               |  |  |                                 |  |
| Edward Wortley-Montagu                         | hon. Sidney Wortley-Montagu |                                                 |                                         |  |  |       |  |  |                               |  |  |                                 |  |
|                                                |                             | Anne Wortley                                    | sir Francis Wortley, II baronetto       |  |  |       |  |  |                               |  |  |                                 |  |
|                                                |                             | Anne Wortley                                    | sir Francis Wortley, II baronetto       |  |  |       |  |  |                               |  |  |                                 |  |
|                                                |                             | Anne Wortley                                    | Frances Faunte                          |  |  |       |  |  |                               |  |  |                                 |  |
| Mary Wortley-Montagu, I baronessa Mount Stuart |                             | Anne Wortley                                    |                                         |  |  |       |  |  |                               |  |  |                                 |  |
|                                                |                             | Evelyn Pierrepont, I duca di Kingston-upon-Hull | Robert Pierrepont                       |  |  |       |  |  |                               |  |  |                                 |  |
|                                                |                             | Evelyn Pierrepont, I duca di Kingston-upon-Hull | Robert Pierrepont                       |  |  |       |  |  |                               |  |  |                                 |  |
|                                                |                             | Evelyn Pierrepont, I duca di Kingston-upon-Hull | Elizabeth Evelyn                        |  |  |       |  |  |                               |  |  |                                 |  |
| lady Mary Pierrepont                           |                             | Evelyn Pierrepont, I duca di Kingston-upon-Hull |                                         |  |  |       |  |  |                               |  |  |                                 |  |
|                                                |                             | lady Mary Feilding                              | William Feilding, III conte di Denbigh  |  |  |       |  |  |                               |  |  |                                 |  |
|                                                |                             | lady Mary Feilding                              | William Feilding, III conte di Denbigh  |  |  |       |  |  |                               |  |  |                                 |  |
|                                                |                             | lady Mary Feilding                              | Mary King                               |  |  |       |  |  |                               |  |  |                                 |  |
|                                                |                             | lady Mary Feilding                              |                                         |  |  |       |  |  |                               |  |  |                                 |  |